# 21088 Chelyabinsk
21088 Chelyabinsk è un asteroide Amor della fascia principale. Scoperto nel 1992, presenta un'orbita caratterizzata da un semiasse maggiore pari a 1,7065467 UA e da un'eccentricità di 0,2384476, inclinata di 38,45479° rispetto all'eclittica.
L'asteroide è dedicato a Čeljabinsk, la città della Russia presso cui è precipitato nel 2013 un meteoroide di circa 15 metri.
L'eponimo Chelyabinsk era stato erroneamente attribuito al corpo (20188) 1997 AC18 per poi essere riassegnato a questo oggetto.